# 니와 우지쓰구
니와 우지쓰구(丹羽氏次)는 센고쿠 시대부터 아즈치모모야마 시대까지의 무장, 다이묘이다. 니와 가문 우지쓰구 파(氏次系丹羽家) 초대 당주. 미카와 이보 성 초대 성주.